# Mallory Jansen

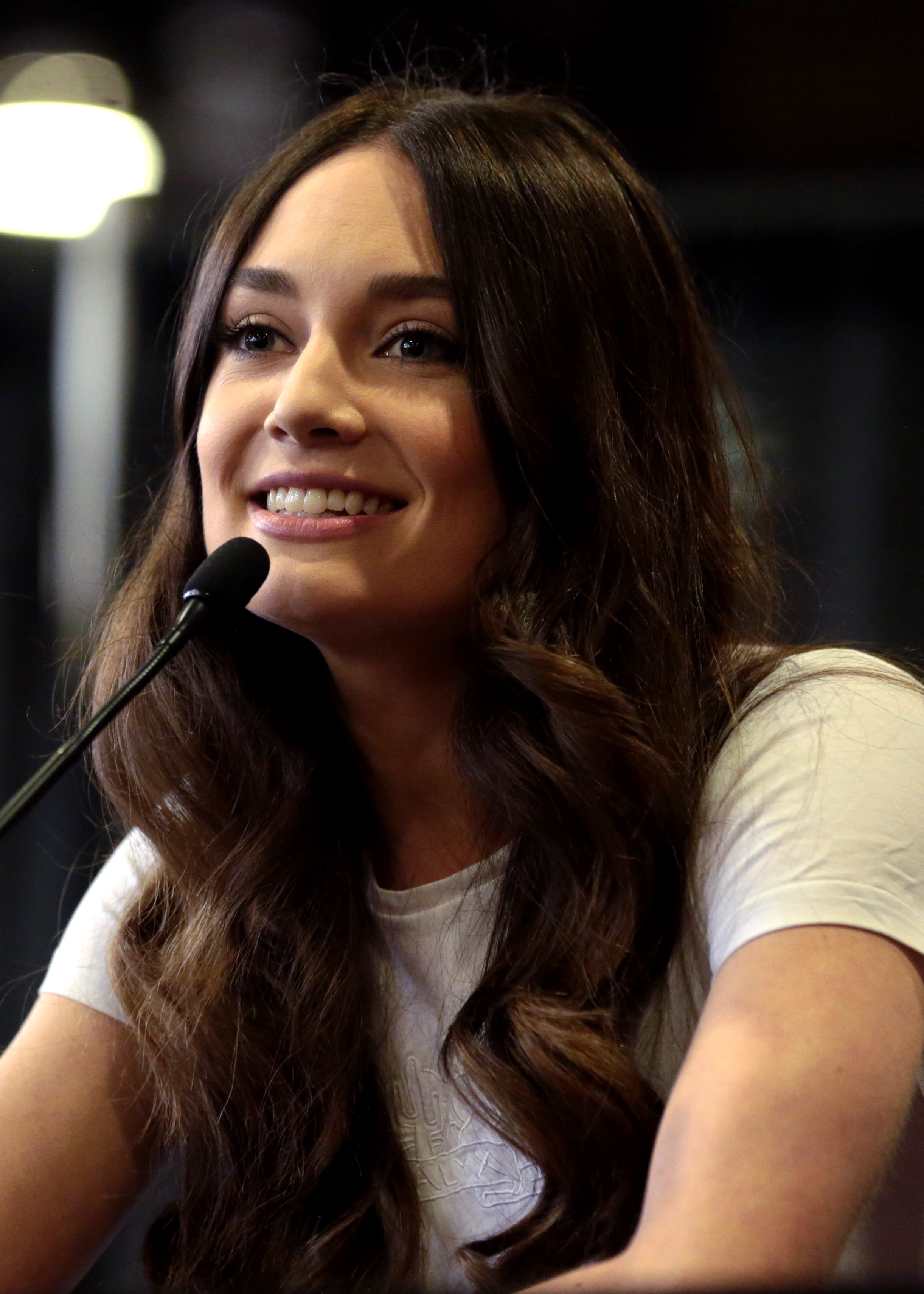
Mallory Jansen, 2017

Mallory Jansen (* 18. Juni 1989 in Melbourne) ist eine australische Schauspielerin.

## Leben
Mallory Jansen wuchs in Melbourne auf. 2011 ging sie für Schauspielunterricht nach New York und kehrte dann wieder zurück nach Australien, wo sie ab 2012 ihre ersten Fernsehrollen erhielt. Ihr Part als Helena Christensen in einer Miniserie über INXS war ein erster Höhepunkt. Seitdem hatte sie verschiedene Rollen in US-amerikanischen Fernsehserien, darunter eine Hauptrolle in Galavant und eine Nebenrolle in Marvel’s Agents of S.H.I.E.L.D. Ihr Schaffen umfasst ein Dutzend Produktionen.

## Filmografie
- 2012: Howzat! Kerry Packer's War (Miniserie)
- 2013: Mr & Mrs Murder (Fernsehserie, 1 Folge)
- 2013: Twentysomething (Fernsehserie, 1 Folge)
- 2014: Never Tear Us Apart: The Untold Story of INXS (Miniserie)
- 2014: Young & Hungry (Fernsehserie, 6 Folgen)
- 2014–2015: Baby Daddy (Fernsehserie, 5 Folgen)
- 2015–2016: Galavant (Fernsehserie, 18 Folgen)
- 2016–2017: Marvel’s Agents of S.H.I.E.L.D. (Fernsehserie, 19 Folgen)
- 2017: American Housewife (Fernsehserie, 2 Folgen)
- 2018: This Is Us – Das ist Leben (Fernsehserie, 1 Folge)
- 2018: Shooter (Fernsehserie, 4 Folgen)
- 2020: On the 12th Date of Christmas (Fernsehfilm)
- 2021: Her Pen Pal (Fernsehfilm)
- 2021: Ein großer Sprung (The Big Leap, Fernsehserie, 11 Folgen)
- 2022: Francesca Quinn, P.I. (Fernsehfilm)
- 2023: Bugs Bunnys Baumeister (Bugs Bunny Builders, Fernsehserie, 2 Folgen, Stimme)
- 2024: Paging Mr. Darcy (Fernsehfilm)
- 2024: All I Need for Christmas (Fernsehfilm)
- 2025: The Witcher – Sirens of the Deep (Stimme)
- 2025: The Royal We (Fernsehfilm)